# 浅奈深雪
浅奈 深雪（あさな みゆき、1991年1月31日 - ）は北海道出身のグラビアアイドル。

## 来歴

### 2008年
- 芸能プロダクション　あむ・はうすに「深雪」という芸名で所属。

- 2008年4月、夕刊フジ公式サイト「ZAKZAK」のアイドル企画「ZAK THE QUEEN 2008」のファーストステージに登場[1]。

### 2010年
- あむはうすを退所後フリーとなり、浅奈 深雪という名前で2年程ライブ活動をしていたが自然消滅という形で引退となった。

### 2017年
- 浅奈深雪としてライブ活動を再開。

- ぽっちゃり体型となった為、現在は自称「ゆるキャラ激ぽちゃドル」として活動している。

- 「深雪」時代は誕生日を1992年11月28日と公表していたが、現在は1991年1月31日となっている。

## DVD
- 『少女日記 深雪』2007年12月、スパイスビジュアル
- 『Snow Globe』2008年3月21日、日本メディアサプライ